# اجوستينو كاميليانو
اجوستينو كاميليانو (بالإيطالية: Agostino Camigliano)‏ (11 يوليو 1994 بسغراتي في إيطاليا - ) هو لاعب كرة قدم إيطالي في مركز الدفاع. شارك مع منتخب إيطاليا تحت 20 سنة لكرة القدم. أما مع النوادي، فقد لعب مع نادي أودينيزي ونادي بريشيا ونادي سيتاديلا ونادي سيرينيو كالتشيو 1913 ونادي طرابنش 1905 ‏ ونادي فيرتوس إينتيلا.

## روابط خارجية
- اجوستينو كاميليانو على موقع قاعدة بيانات كرة القدم.إي يو (الإنجليزية)
- اجوستينو كاميليانو على موقع Soccerway.com (الإنجليزية)
- اجوستينو كاميليانو على موقع عالم كرة القدم.نت (الإنجليزية)
- اجوستينو كاميليانو على موقع AS.com (الإسبانية)